# Faro de Utö
El Faro de Utö (en finés: Utö majakka) se encuentra en la isla de Utö, en el municipio de Väståboland, en Finlandia. La torre de 24 metros (79 pies) de alto está situada en la cumbre de la isla. Después de que el faro inicial (el primer faro de Finlandia) fuera destruido durante las guerras ruso-suecas de 1808-1809, la estructura actual fue construida en 1814, con la presente lente instalada en 1906.